# Пополо
«Пополо» (італ. Il Popolo — «Народ») — італійська щоденна політична газета, заснована 5 квітня 1923 року Джузеппе Донаті.

## Історія
Від 9 жовтня 1924 року газета була офіційним друкованим органом Італійської народної партії Луїджі Стурцо. 19 листопада 1925 року видання газети було заборонено фашистським режимом. 1943 року газета почала друкуватись підпільно, а в липні 1944 стала офіційним органом Християнсько-демократичної партії, яким була до самого розформування партії. У той же період виникла нова Народна партія, й «Пополо» стала її офіційним виданням. 2003 року видання газети остаточно припинилось.